# Lietauka
Die Lietava, Lietauka oder Letauka ist ein Bach bei Upninkai in der Rajongemeinde Jonava in Litauen. Sie ist 11 Kilometer lang und fließt in die Neris 30 km von Kernavė, der ersten bekannten Hauptstadt des Großfürstentums Litauen. Sie fließt durch ein sumpfiges Gebiet. Es gibt das hydrographisches Lietava-Schutzgebiet.

## Name
Die meisten Linguisten glauben, dass der Bachname mit dem Namen Litauens (lit. Lietuva) verwandt ist und vielleicht davon abgeleitet (aus dem litauischen Verb lieti, der Wurzel aus der Proto-Indo-Europäischen *-leyǝ).
Da viele Namen in den indogermanischen Sprachen aus Hydronymen abgeleitet sind, suchten die Wissenschaftler nach Gewässernamen, die mit dem Namen Litauens verwandt sind. Kazys Kuzavinis Lietauka identifizierte Lietauka als möglichen Kandidaten und popularisierte die Hypothese. Der ursprüngliche Name der Lietauka ist möglicherweise mit Regenfällen verbunden, benannt von aus dem Russischen Reich vertriebenen Altgläubigen, die am Ufer des Flusses lebten. Litavka wurde von lokalen Litauern phonetisch zum litauischen Lietauka gewandelt.

## Nebenflüsse
- Lietaukėlė (Lietavėlė), 4,5 km lang
- Baltasis ravas, 1,4 km lang